# کالدنکیرشن
کالدنکیرشن (به آلمانی: Kaldenkirchen) یک منطقهٔ مسکونی در آلمان است که در نتتال واقع شده‌است.
 کالدنکیرشن  ۹٬۶۴۰ نفر جمعیت دارد.